# 第65回全国高等学校ラグビーフットボール大会
第65回全国高等学校ラグビーフットボール大会は、1985年（昭和60年）12月28日から1986年（昭和61年）1月7日まで近鉄花園ラグビー場にて行われた全国高等学校ラグビーフットボール大会である。優勝校は、東京第2地区代表の大東大一高校で、初優勝。

## 概要
大会史上初、関東勢がベスト4を独占した。

## 日程
- 12月28日 1回戦
- 12月30日 2回戦
- 1月1日 3回戦
- 1月3日 準々決勝
- 1月5日 準決勝
- 1月7日 決勝

## 出場校
北海道・東北
- 北北海道 北見北斗（4年連続20回目）
- 南北海道 函館有斗（3年連続4回目）
- 青森県 三沢商（初出場）
- 岩手県 黒沢尻工（9年連続17回目）
- 宮城県 石巻工（3年ぶり5回目）
- 秋田県 秋田工（9年連続46回目）
- 福島県 磐城（6年連続6回目）

関東
- 茨城県 茗溪学園（初出場）
- 栃木県 作新学院（15年ぶり3回目）
- 群馬県 東農大二（5年ぶり2回目）
- 埼玉県 熊谷工（3年連続17回目）
- 千葉県 千葉東（3年ぶり2回目）
- 東京都第1 本郷（2年ぶり3回目）
- 東京都第2 大東大一（2年連続6回目）
- 神奈川県 相模台工（2年連続7回目）
- 山梨県 日川（8年連続17回目）

北信越・東海
- 新潟県 新潟（初出場）
- 長野県 岡谷工（2年連続2回目）
- 富山県 砺波（2年連続3回目）
- 石川県 金沢松陵工（2年連続3回目）
- 福井県 若狭農林（4年連続9回目）
- 静岡県 東海大一（初出場）
- 愛知県 名古屋工（3年ぶり8回目）
- 岐阜県 岐阜工（2年連続12回目）
- 三重県 志摩（3年ぶり5回目）

近畿
- 滋賀県 八幡工（2年連続5回目）
- 京都府 花園（4年ぶり16回目）
- 大阪府第1 大阪工大高（2年ぶり13回目）
- 大阪府第2 茨田（3年ぶり3回目）
- 大阪府第3 布施工（初出場）
- 兵庫県 報徳学園（4年連続17回目）
- 奈良県 天理教校付（初出場）
- 和歌山県 和歌山工（2年連続5回目）

中国
- 鳥取県 米子工（3年ぶり3回目）
- 岡山県 津山工（2年連続6回目）
- 広島県 広島工（5年連続18回目）
- 山口県 大津（4年連続6回目）

四国
- 徳島県 脇町（2年ぶり11回目）
- 香川県 坂出工（2年連続5回目）
- 愛媛県 新田（8年連続26回目）

九州
- 福岡県 筑紫丘（6年ぶり2回目）
- 佐賀県 佐賀工（4年連続14回目）
- 長崎県 諫早農（2年ぶり12回目）
- 熊本県 氷川（2年連続2回目）
- 大分県 大分水産（17年ぶり3回目）
- 宮崎県 延岡東（5年ぶり2回目）
- 鹿児島県 鹿児島工（初出場）
- 沖縄県 コザ（4年連続4回目）

※◎印シード校

## シード校
Aシード
- 1位 相模台工
- 2位 大阪工大高
- 3位 熊谷工
- 4位 新田
- 5位 秋田工
- 6位 天理教校付
- 7位 大東大一
- 8位 広島工

Bシード(北から)
- 茗溪学園
- 本郷
- 日川
- 岐阜工
- 花園
- 茨田
- 報徳学園
- 大分水産

## 試合時間
1,2回戦は25分ハーフで行い、2回戦以降は30分ハーフで行う。同点で終了した場合は抽選にて次回出場校を決める。

## 試合

### 1回戦
- 函館有斗 13 - 4 コザ
- 和歌山工 16 - 10 金沢松陵工
- 千葉東 22 - 4 米子工
- 筑紫丘 36 - 0 新潟
- 氷川 10 - 8 志摩
- 八幡工 25 - 0 三沢商
- 石巻工 24 - 8 諫早農
- 東海大一 43 - 0 坂出工

- 津山工 7 - 0 砺波
- 黒沢尻工 30 - 6 脇町
- 大津 16 - 12 磐城
- 作新学院 18 - 0 鹿児島工
- 布施工 7 - 4 北見北斗
- 名古屋工 21 - 3 佐賀工
- 東農大二 10 - 0 若狭農林
- 延岡東 14 - 3 岡谷工

### 2回戦
- 相模台工 34 - 3 函館有斗
- 茨田 58 - 0 和歌山工
- 千葉東 12 - 8 茗溪学園
- 広島工 10 - 3 筑紫丘
- 秋田工 35 - 0 氷川
- 八幡工 19 - 9 報徳学園
- 本郷 16 - 10 石巻工
- 新田 22 - 3 東海大一

- 熊谷工 22 - 0 津山工
- 花園 3 - 0 黒沢尻工
- 日川 20 - 3 大津
- 天理教校付 17 - 3 作新学院
- 大東大一 16 - 6 布施工
- 名古屋工 10 - 7 大分水産
- 岐阜工 9 - 0 東農大二
- 大阪工大高 13 - 0 延岡東

### 3回戦
- 相模台工 11 - 6 茨田
- 広島工 28 - 3 千葉東
- 秋田工 16 - 6 八幡工
- 本郷 10 - 0 新田

- 熊谷工 19 - 9 花園
- 日川 20 - 0 天理教校付
- 大東大一 35 - 0 名古屋工
- 岐阜工 6 - 4 大阪工大高

### 準々決勝
- 相模台工 14 - 0 広島工
- 本郷 14 - 3 秋田工

- 熊谷工 8 - 0 日川
- 大東大一 22 - 3 岐阜工

### 準決勝
- 本郷 12 - 10 相模台工
- 大東大一 15 - 3 熊谷工

### 決勝
- 大東大一（初優勝） 8 - 0 本郷

## 関連試合

### 第9回高校東西対抗試合
- 大会で特に活躍した選手を選抜した上で東西に分かれて行ういわば高校ラグビー版オールスターゲームである。

東軍監督松澤友久、西軍監督西村稔、1986年1月15日 国立競技場 試合結果東軍 38-7 西軍